# 小口雙鰭電鰩
小口雙鰭電鰩（學名：Narcine entemedor），又稱小口雙鰭電鱝，為軟骨魚綱電鰩目雙鰭電鰩科雙鰭電鰩屬的一種，被IUCN列為易危保育類動物，分布於東太平洋加利福尼亞灣至巴拿馬海域，深度1至100公尺，本魚頭部、軀幹和胸鰭連成一體，形成一光滑之圓體盤，兩側通常各具一縱走之皮褶，眼睛比氣孔小得多，氣孔邊緣有乳狀突起，當嘴巴閉合時，牙齒大部分暴露在外，尾部與圓盤等長，皮膚有鬆弛的側褶，背鰭2個，大小相等，位於尾鰭之上，身體灰棕褐色至棕色，頭至胸鰭間有發電器官，體長可達119公分，棲息在沿岸沙泥底質海域，白天半埋在沙子下，晚上，會進入淺海灣進食，主要以多毛類蠕蟲為食，但也可能以海鞘為食，屬肉食性，體內的發電器官，可能用來防禦或捕食，卵胎生，雌魚可產下4-15尾幼魚，生殖週期是每年一次，排卵和受精發生在七月和八月，雄魚壽命可達11年，雌魚壽命可超過15年。